# Famille von Brederlow
 (août 2024).
La famille von Brederlow est une ancienne famille noble de Poméranie qui apparaît pour la première fois dans un document le 29 septembre 1319 avec Henningus de Brederlo. La généalogie de la famille commence avec Konrad von Brederlow (mort en 1409), seigneur du domaine de Gartz, près du lac de Plöne (de) dans l'arrondissement de Pyritz. La famille possède des fiefs en Poméranie ultérieure du XVe au XVIIIe siècle. Les domaines de Warsin, également dans l'arrondissement de Pyritz, et de Gar(t)z en font partie. En 1749, les von Brederlow vendent leurs biens poméraniens et acquièrent des propriétés en Prusse-Orientale.

## Élévation de rang
L'autorisation prussienne de porter personnellement le titre de baron est accordée le 29 décembre 1862 à Berlin au forestier royal prussien Hans von Brederlow, seigneur de Groß Saalau (de) et de Bögen dans l'arrondissement de Bartenstein (Prusse-Orientale).

## Armes

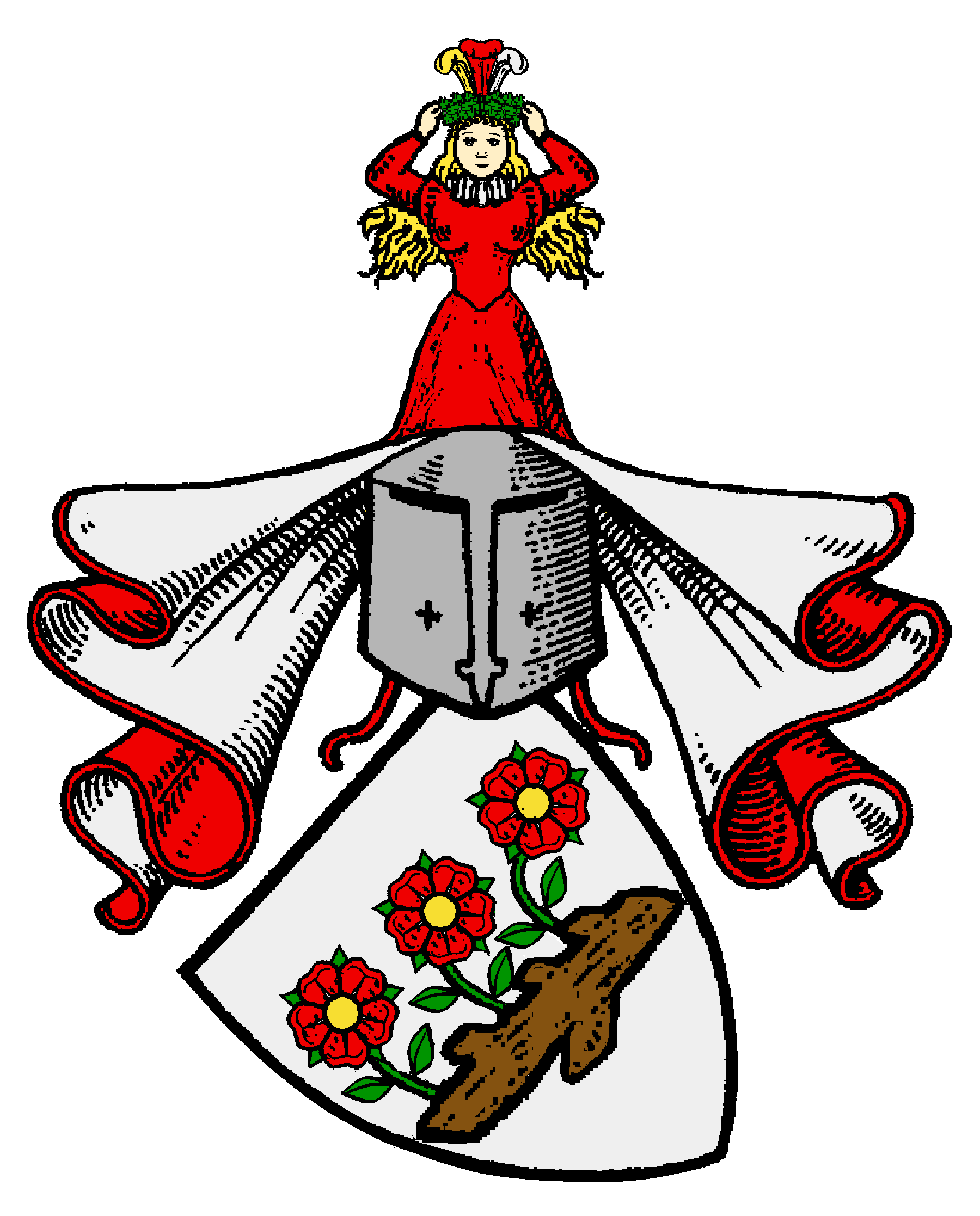
Armoiries de la famille von Brederlow

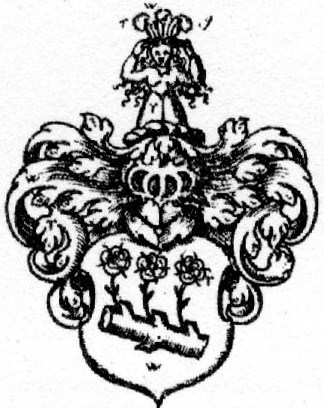
Armoiries de la famille von Brederlow dans le Siebmacher

En argent, une branche naturelle allongée et tronquée d'où poussent trois roses rouges sur des tiges de feuilles vertes. Sur un casque avec une couverture rouge et argent, pousse une vierge vêtue de rouge, avec une couronne verte ornée de plumes d'autruche or, rouge et argent sur la tête.

## Personnalités
- Bonaventura von Brederlow (de) (1791-1867), major général prussien
- Hans Joachim von Brederlow (1858-1920), propriétaire d'un majorat et député du Reichstag
- Tido von Brederlow (1873-1934), major général allemand et chevalier de l'ordre Pour le Mérite